# Jean-Frédéric III de Saxe-Gotha
Jean-Frédéric III de Saxe-Gotha, connu également sous le nom de  Jean-Frédéric III le Jeune pour le différencier de son frère et homonyme Jean-Frédéric II de Saxe (né le 16 janvier 1538 à Torgau – † 21 octobre 1565 à Iéna) est un noble allemand issu de la branche ernestine de la maison de Wettin il fut duc titulaire de Saxe avant de recevoir la Saxe-Gotha en partage dont il laisse toutefois l'administration à son frère ainé.

## Biographie
Jean-Frédéric est le 4e et plus jeune fils de l'Électeur de Saxe Jean-Frédéric Ier, et de son épouse Sibylle de Clèves, la fille du duc Jean III de Clèves. Négligé pendant son enfance il demeure toute sa vie faible et maladif. Toutefois dès son plus jeune âge il s'intéresse la théologie qu'il étudie à l'université d'Iéna.
À la mort de son père en 1554, il reçoit le duché de Saxe-Gotha en partage. Comme il est encore mineur ses possessions restent sous l'administration de son frère ainé et homonyme Jean-Frédéric II jusqu'en 1557. À partir de 1557, il obtient de régner seul sur la Saxe-Gotha. Cependant il conclut un pacte avec son frère ainé aux termes duquel il lui laisse encore pour quatre ans l'administration de son duché. En 1561, ce contrat est prorogé pour quatre nouvelles années.
Jean-Frédéric III meurt célibataire et sans enfants à l'âge de 27 ans en 1565. Il est inhumé dans l'église de la cité de Weimar. Du fait de sa personnalité effacée il agit rarement seul et il est habituellement représenté avec ses frères.

## Source de la traduction
- (en) Cet article est partiellement ou en totalité issu de l’article de Wikipédia en anglais intitulé « John Frederick III, Duke of Saxony » (voir la liste des auteurs).